# 莺歌嘴
莺歌嘴，海南岛西南最突出点，莺歌嘴是北部湾和南海的分界点，莺歌嘴设有灯塔。
- 1996年，中国政府发布关于领海范围的声明，莺歌嘴上有四处为中国领海基点。
- 莺歌嘴（1）北纬18ø 30·2' 东经108ø 41·3'
- 莺歌嘴（2）北纬18ø 30·4' 东经108ø 41·1'
- 莺歌嘴（3）北纬18ø 31·0' 东经108ø 40·6'
- 莺歌嘴（4）北纬18ø 31·1' 东经108ø 40·5'